# Estábulos de Salomão

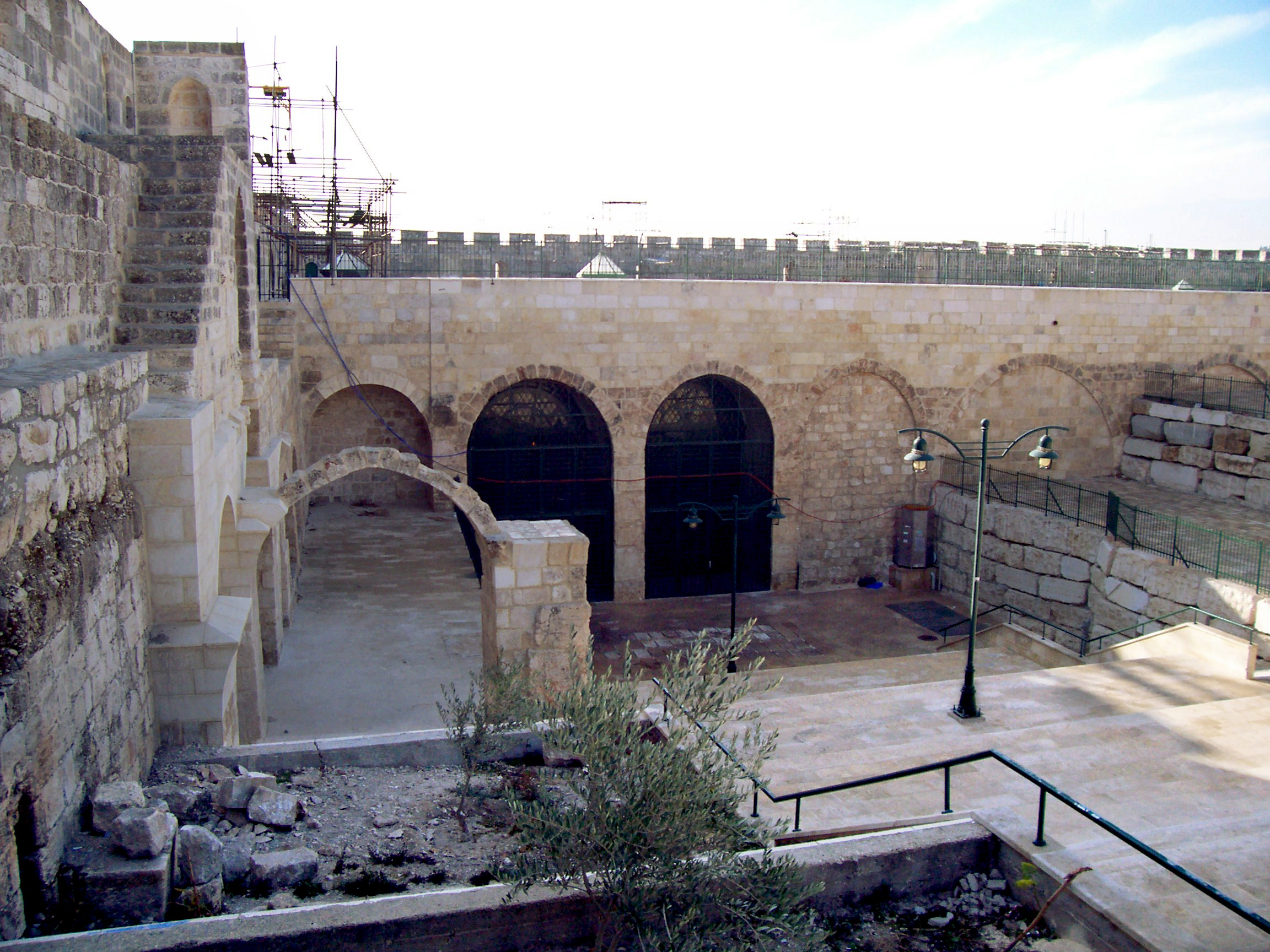
Em dezembro de 1996, a nova mesquita foi oficialmente inaugurada como Mesquita Al-Marwani. Os Estábulos de Salomão não existem mais como tal.

Estábulos de Salomão (em hebraico: אורוות שלמה, em árabe: المصلى المرواني), ou Mesquita Al-Marwani, é um salão de orações subterrâneo abobadado no complexo do Monte do Templo em Jerusalém. Tem 600 jardas quadradas (500 metros quadrados) de área e está localizado no canto sudeste do complexo, 12,5 metros abaixo do pátio e apresenta doze fileiras de pilares e arcos. Em dezembro de 1996, o Waqf de Jerusalém renovou a área. A área era conhecida pelos cruzados como "estábulos" e pelos primeiros muçulmanos como Mesquita Velha.

## História

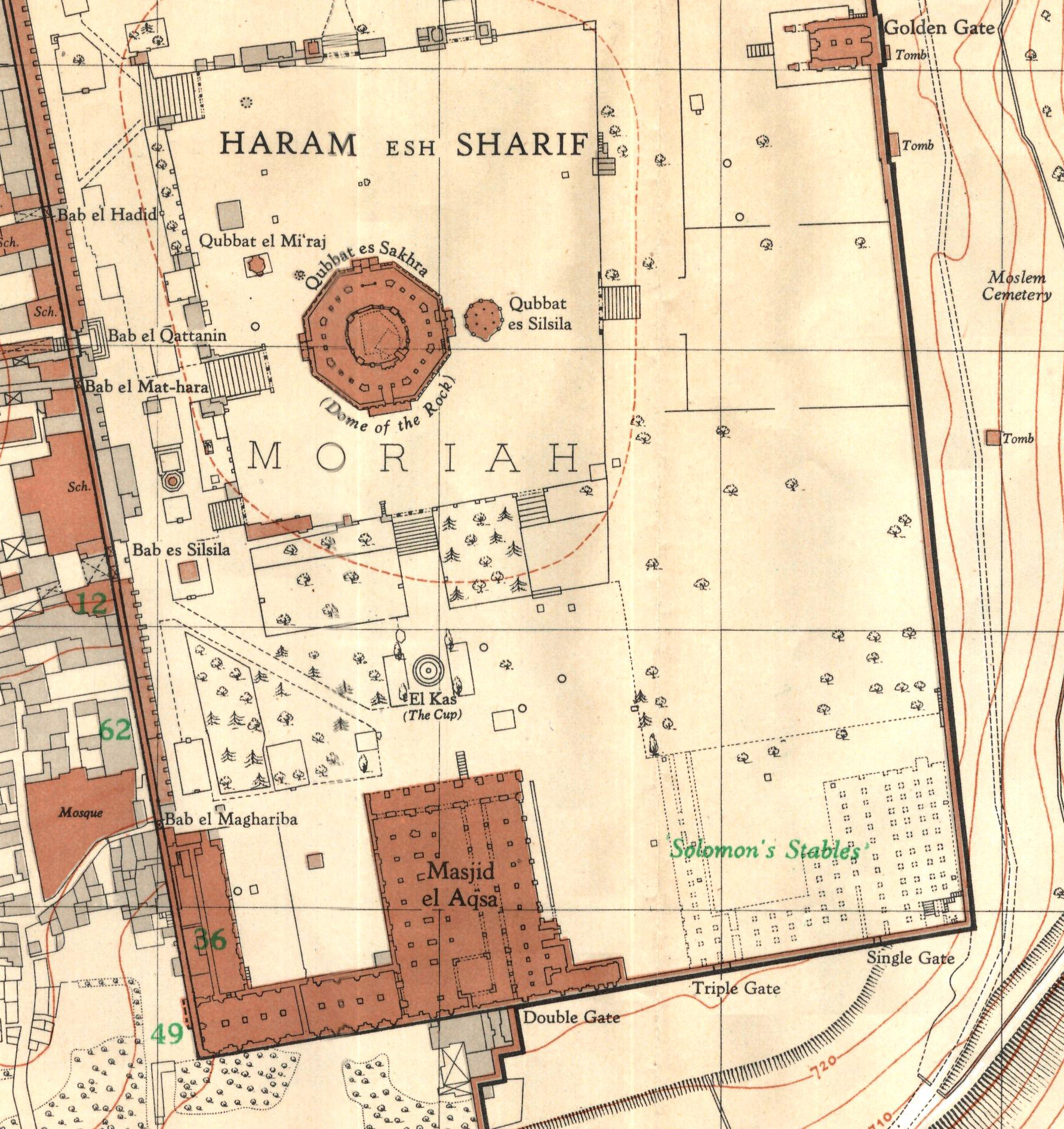
Mesquita Al-Marwani no mapa da Cidade Velha de Jerusalém de 1936, feito pelo Survey of Palestine

A grande plataforma quase retangular acima das encostas da colina conhecida como Monte do Templo, foi construída por meio da construção de uma subestrutura composta por uma série de arcos abobadados para reduzir a pressão sobre os muros de contenção. Essas abóbadas, de acordo com Priscilla Soueck, eram "sustentadas por oitenta e oito pilares apoiados em enormes blocos herodianos e divididas em doze fileiras de galerias" e podem ter sido originalmente áreas de armazenamento do Segundo Templo. De acordo com o PEF Survey of Palestine, as abóbadas e os pilares são de origem bizantina. Parte do interior original sobrevive na área das escadas herodianas, embora não na área agora renovada para uso como mesquita. Os visitantes raramente têm permissão para entrar nas áreas com acabamentos herodianos.
O espaço subterrâneo permaneceu vazio na maior parte do tempo, exceto durante o domínio dos cruzados sobre Jerusalém. Os cruzados o converteram em um estábulo para a cavalaria. As argolas para amarrar os cavalos ainda podem ser vistas em alguns dos pilares. A estrutura tem sido chamada de Estábulos de Salomão desde a época das Cruzadas como um composto histórico: 'Estábulos de Salomão' se refere ao Primeiro Templo construído no local, enquanto 'estábulos' se refere ao uso funcional do espaço pelos cruzados na época de Balduíno II (Rei de Jerusalém 1118–1131).

## Mesquita Al-Marwani
A mesquita Al-Marwani consiste em duas partes: a primeira seção, corredores do portão triplo, consiste em três corredores. O primeiro corredor sai da porta principal, o segundo é um corredor com depósito e o terceiro agora está fechado com pedra, possivelmente datando do mesmo período dos omíadas. A segunda seção, uma grande área de assentamento, consiste em treze terraços de pilares gigantes. O peso de algumas dessas pedras é de várias toneladas. Há um teto alto e uma pequena porta conectando as duas seções. A área de Marwani é de cerca de quatro dunams, quatro e meio acres, ou precisamente 3.750 metros quadrados.
Esta Musalla é a maior área coberta de Al-Aqsa e tem 16 torres de pedra sobre fortes pilares de pedra. A entrada é feita descendo um lance de escadas perto de Bi'r al-Waraqah (sob al-Qibli musalla) a nordeste do edifício da Mesquita de al-Aqsa, ou descendo uma grande escadaria recém-construída até dois arcos ao norte perto do muro de fechamento leste de al-Aqsa.
No inverno de 1996, o Waqf de Jerusalém adquiriu uma licença para usar os Estábulos de Salomão como um local alternativo de culto para os dias chuvosos ocasionais do mês sagrado do Ramadã. Mais tarde, o Waqf declarou que pretendia criar uma mesquita para 10 mil fiéis, tornando-a a maior mesquita do país. Este movimento foi concebido para fortalecer a reivindicação muçulmana sobre o Monte do Templo. O Comitê para a Prevenção da Destruição de Antiguidades no Monte do Templo, um grupo de arqueólogos israelenses, alegou que a construção do novo salão de orações foi uma tentativa do Waqf de remover provas arqueológicas de que alguma vez existiu um templo judaico no Monte do Templo.

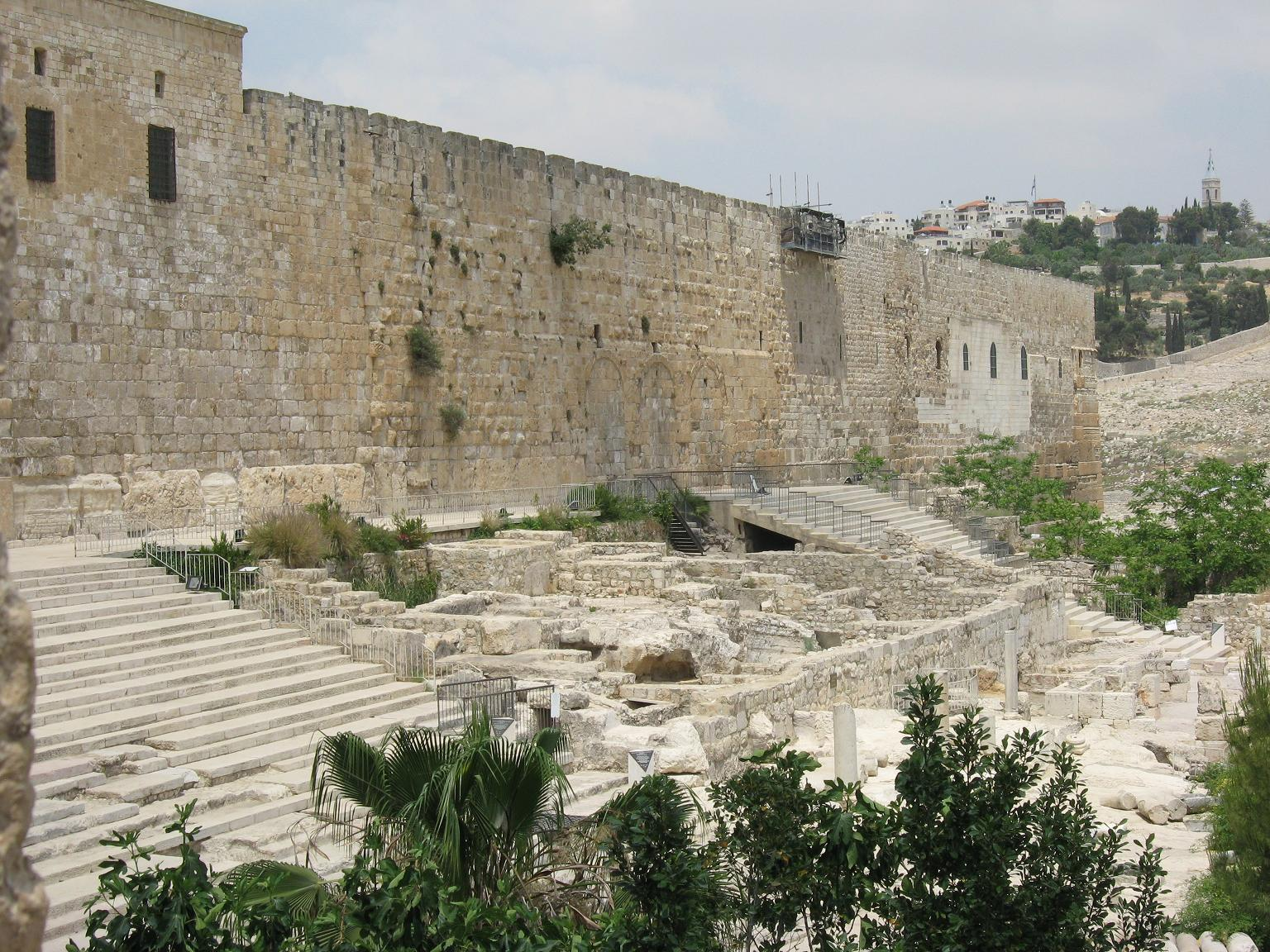
A Parede Sul do Monte do Templo mostra a área danificada e o trabalho de reparo criticado como uma mancha branca brilhante à direita.

O Waqf começou a cavar um enorme buraco na área sudeste do Monte do Templo, sem autorização da municipalidade de Jerusalém ou supervisão arqueológica, usando tratores e veículos pesados. Essa ação atraiu críticas de arqueólogos, que disseram que estratos e artefatos arqueológicos estavam sendo danificados no processo e que as escavações enfraqueceram a estabilidade do Muralha Sul. Acredita-se que as escavações tenham sido responsáveis pela criação de uma grande protuberância visível na Muralha Sul que ameaçou a integridade estrutural do Monte do Templo, necessitando de grandes reparos. Os reparos foram chamados de "desagradáveis" porque parecem uma grande mancha branca e brilhante de pedras lisas em uma parede dourada de cantaria rústica.
Em 1999, começou a construção de uma saída de emergência para a Mesquita Al-Marwani. Ao fazer isso, escavadeiras cavaram um buraco de mais de 40 metros de comprimento e quase 12 metros de profundidade, com caminhões transportando centenas de toneladas de solo e detritos da área. A fim de preservar a integridade arqueológica do local, o solo que havia sido transportado foi recuperado por arqueólogos israelenses, que começaram a peneirar a terra removida em busca de artefatos não revelados, um projeto que ficou conhecido como Projeto de Peneiramento do Monte do Templo.

### Incêndio de 2019
Em 15 de abril de 2019, um pequeno incêndio ocorreu na sala da guarda no pátio da Mesquita Al-Marwani. O corpo de bombeiros de Waqf conseguiu apagar o incêndio. De alguns ângulos, parecia que saía fumaça da própria mesquita subterrânea.

## Artefatos
O solo removido da escavação foi despejado perto do Monte das Oliveiras e uma operação de salvamento, o Projeto de Peneiramento do Monte do Templo, foi realizada para peneirar os escombros em busca de vestígios arqueológicos. Muitas descobertas importantes foram feitas. A Autoridade Israelense de Antiguidades publicou um relatório em 1999. De acordo com este relatório:
- 14 por cento dos fragmentos datam do período do Primeiro Templo
- 19 por cento para o período do Segundo Templo
- 6 por cento para o período romano
- 14 por cento para o período bizantino
- 15 por cento para os primeiros períodos muçulmano e medieval
- 32% não puderam ser identificados.

Em uma entrevista de junho de 2000 ao The Jerusalem Post, o arqueólogo chefe do Waqf disse que seus colegas examinaram o material retirado da escavação "antes ou depois da escavação" e "não encontraram nada de interesse especial". Em 2016, foram publicados requintados ladrilhos de piso do tipo opus sectile romano descobertos durante o processo de peneiração e interpretados como provavelmente pertencentes ao complexo do Templo Herodiano, onde adornavam os pisos dos pórticos.